# Råttsvingel
Råttsvingel (Vulpia myuros) är en gräsart som först beskrevs av Carl von Linné och som fick sitt nu gällande namn av Karl Christian Gmelin.
Enligt Catalogue of Life Råttsvingel ingår i släktet ekorrsvinglar och familjen gräs. Arten är reproducerande i Sverige. Inga underarter finns listade i Catalogue of Life.

## Bildgalleri

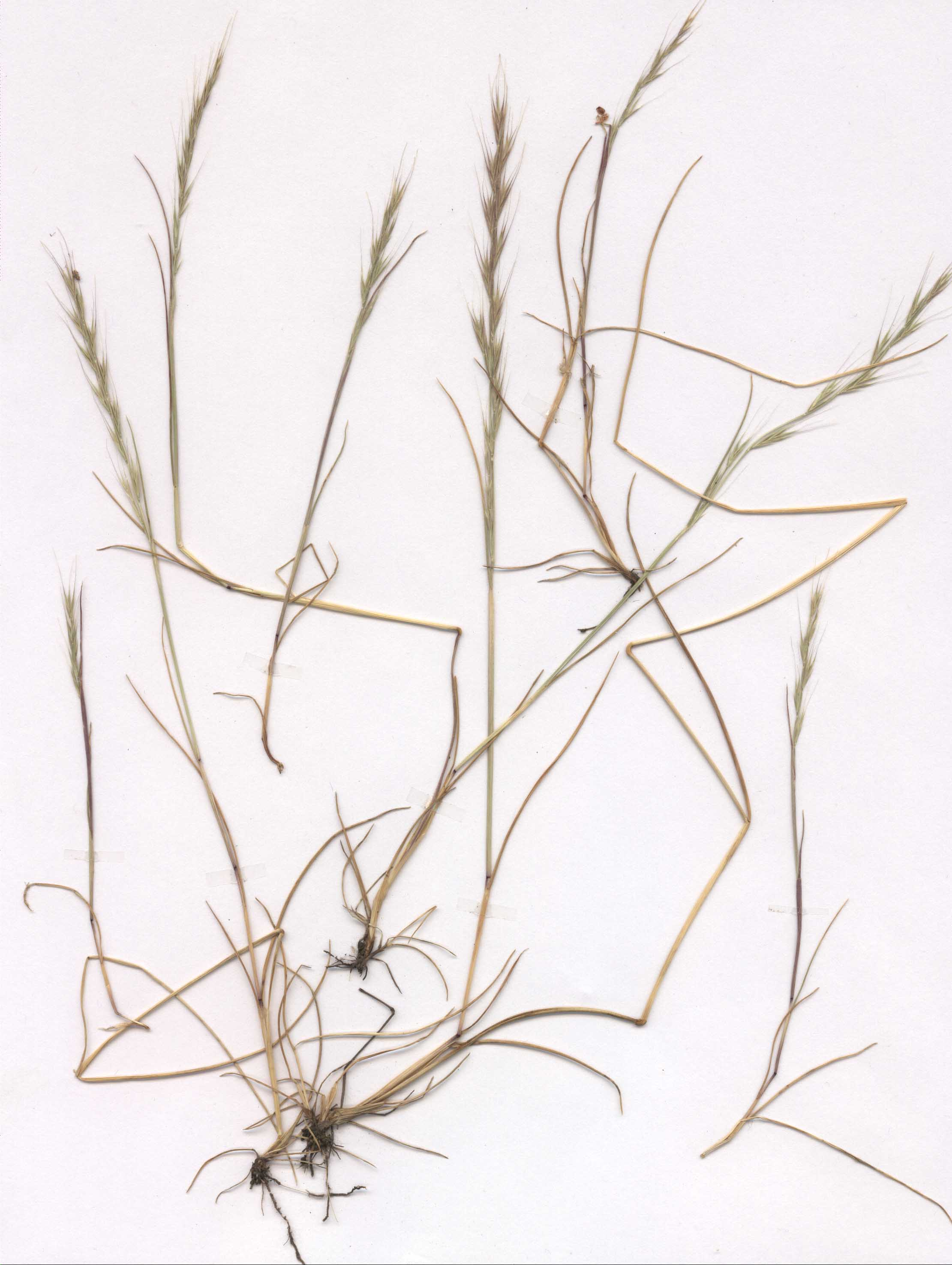
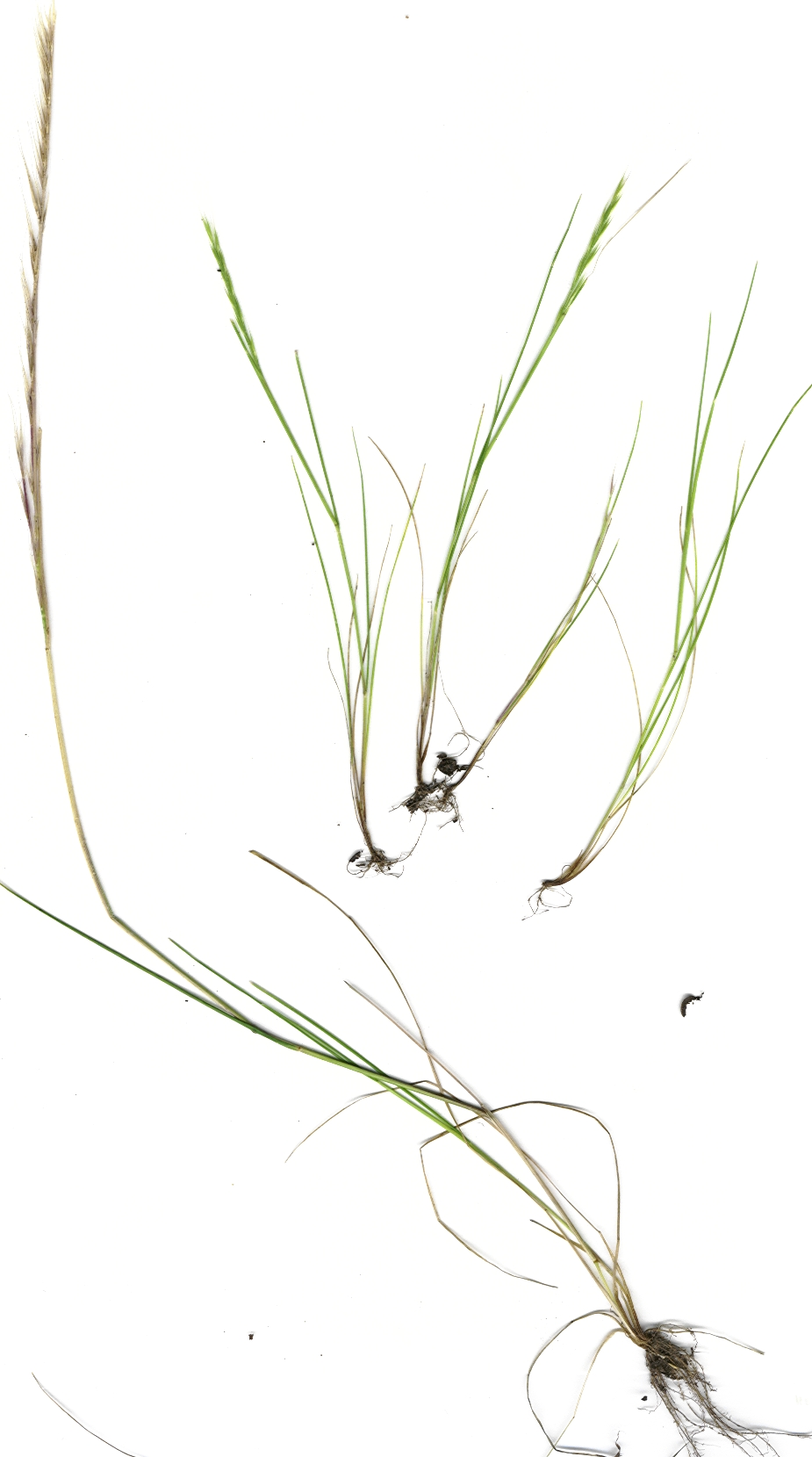
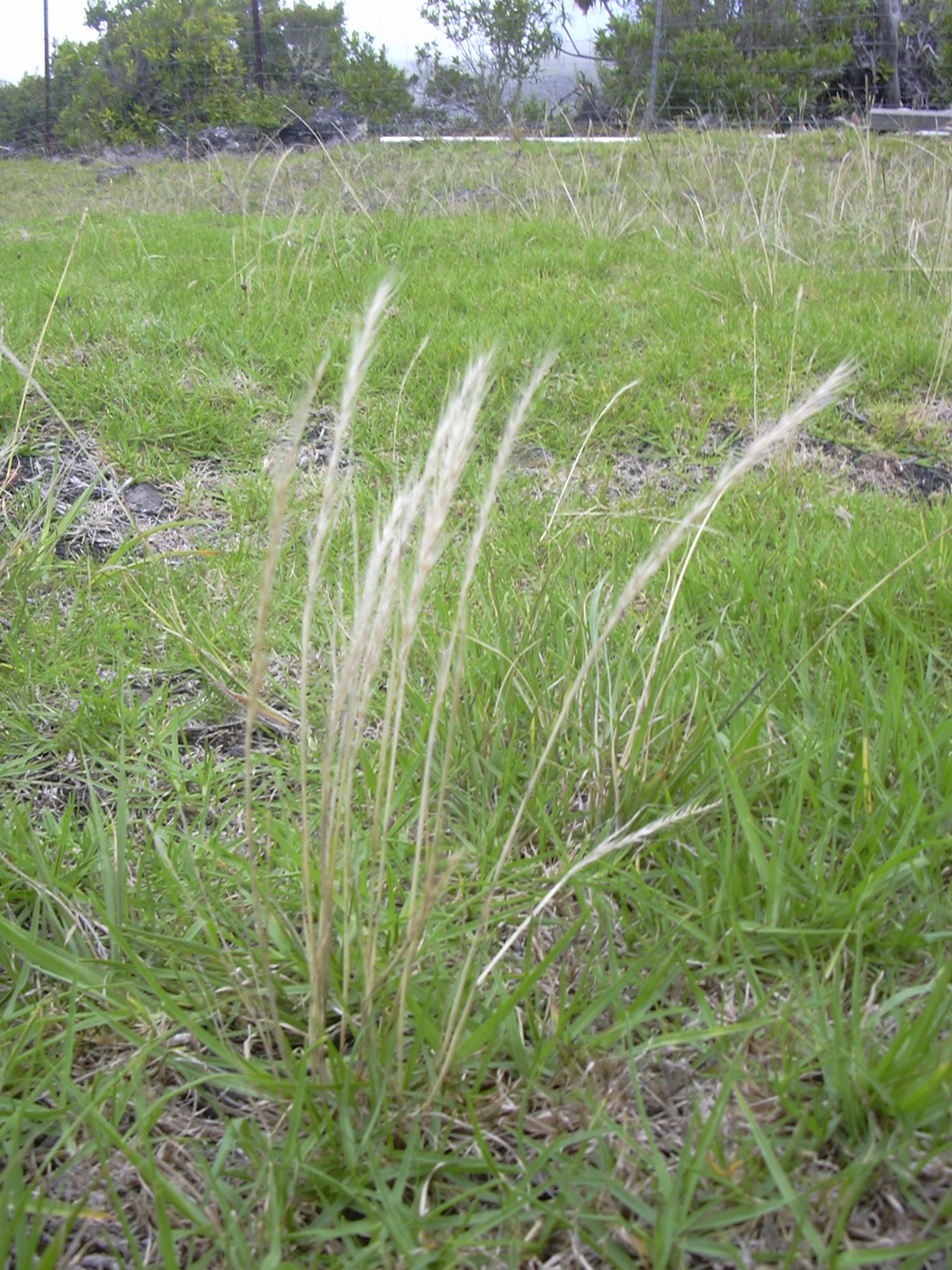
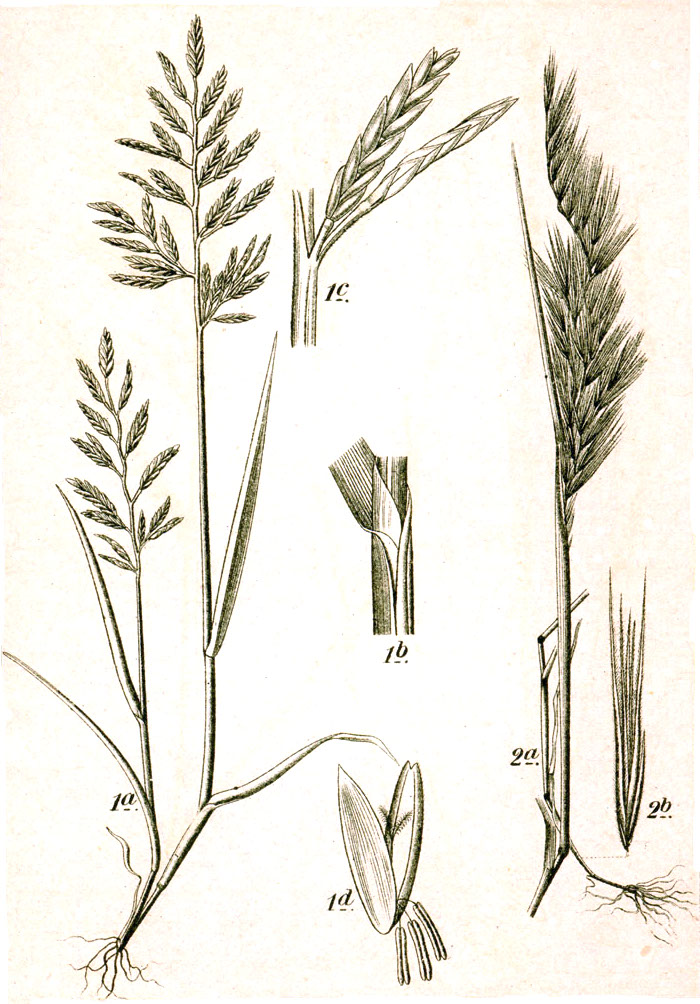